# Ermita de Nuestra Señora de Treviño
La ermita de Nuestra Señora de Treviño es una iglesia del siglo XIII ubicada en la localidad española de Adahuesca, perteneciente a la provincia de Huesca, en Aragón. Está catalogada como Bien de Interés Cultural.

## Arquitectura

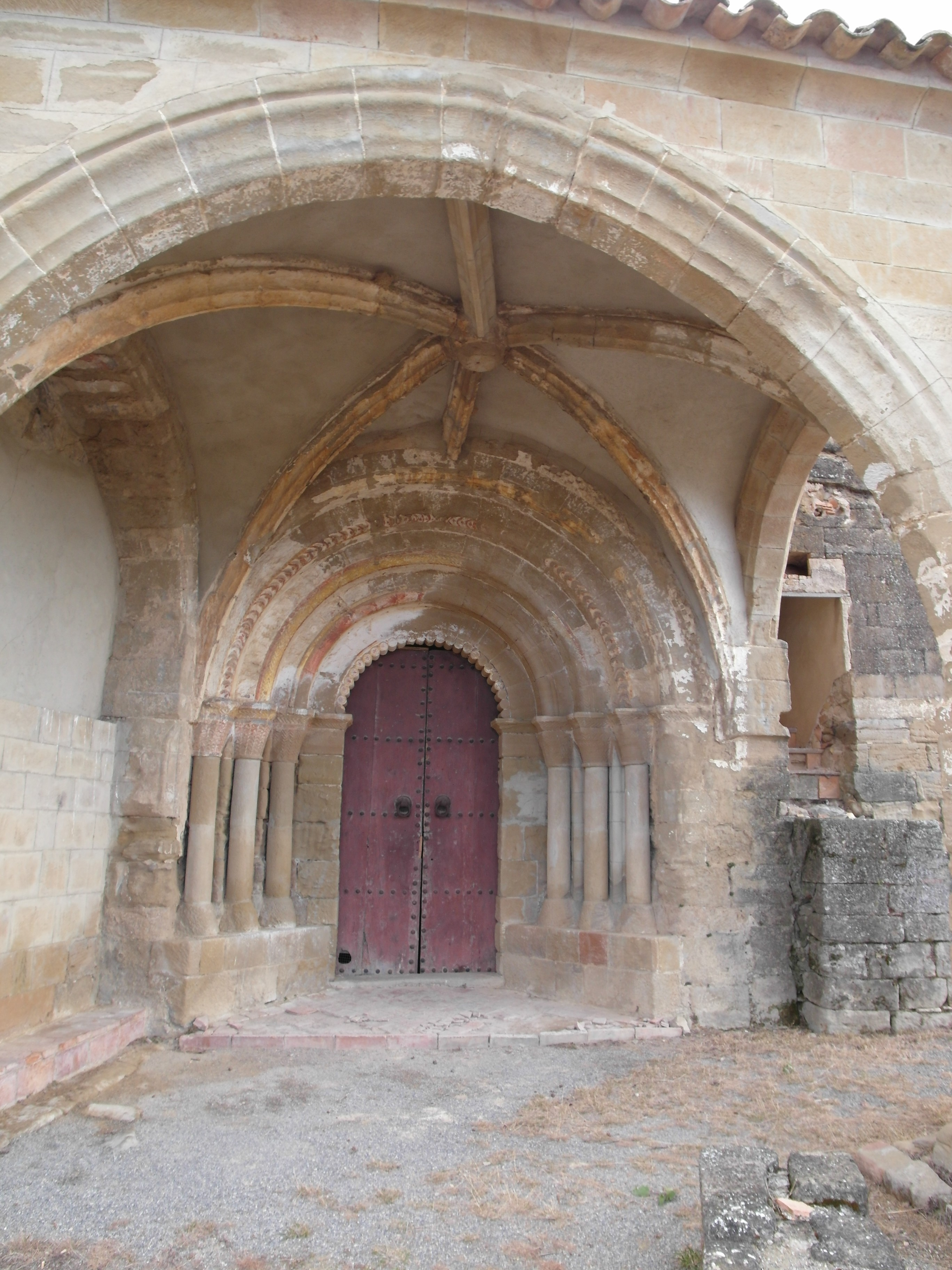
Portada

La iglesia, consagrada a la Virgen, es una construcción tardorrománica de sillares. Tiene una portada románica con arquivoltas y un porchegótico cubierto con bóveda de grandes ventanales. Las capillas laterales de la iglesia también son añadidos de épocas posteriores. El ábside está en el interior del semicírculo con forma poligonal. Son muy numerosas las ménsulas soportadas en estatuas esculpidas. En la fachada oeste se encuentra un pórtico gótico y una espadaña. En la iglesia se encontraron restos medievales de murales con la imagen de los apóstoles. 
Los restos de un cementerio cerca de la iglesia muestran la posible presencia de una zona poblada a la que podría haber pertenecido la iglesia de Nuestra Señora de Treviño.

## Estatus patrimonial
El 18 de diciembre de 1981 fue declarada monumento histórico-artístico, mediante un real decreto publicado el 24 de marzo de ese mismo año en el Boletín Oficial del Estado, con la rúbrica de Juan Carlos I y de la entonces ministra de Cultura Soledad Becerril. En la actualidad está considerada Bien de Interés Cultural.